# تته
تته (پرتغالی: Teté؛ ۲۴ اوت ۱۹۰۷ – ۱۸ ژوئن ۱۹۶۲) بازیکن و مربی فوتبال اهل برزیل بود.
از باشگاه‌هایی که در آن بازی کرده‌است می‌توان به باشگاه فوتبال بوتافوگو اشاره کرد.